# Коски (община)
Коски (фин. Koski Tl) — община в провинции Исконная Финляндия, губерния Западная Финляндия, Финляндия. Общая площадь территории — 192,41 км², из которых 0,96 км² — вода.

## Демография
На 31 декабря 2022 года в общине Коски проживают 2227 человек: 1100 мужчин и 1227 женщин.
Финский язык является родным для 98,03 % жителей, шведский — для 0,25 %. Прочие языки являются родными для 1,72 % жителей общины.
Возрастной состав населения:
- до 14 лет — 14,15 %
- от 15 до 64 лет — 59,04 %
- от 65 лет — 26,69 %

Изменение численности населения по годам:
| Год  | Численность |
| ---- | ----------- |
| 1980 | 2878        |
| 1990 | 2803        |
| 2000 | 2550        |
| 2010 | 2436        |
| 2020 | 2292        |
| 2022 | 2227        |